# Port St. John
Port St. John è un census-designated place (CDP) degli Stati Uniti d'America, situato in Florida, nella contea di Brevard.